# エラストフェルの戦い
エラストフェルの戦い（エラストフェルのたたかい、英語: Battle of Erastfer）は、大北方戦争中の1702年1月9日（グレゴリオ暦）にスウェーデン領リヴォニア東部のエラストフェル近くでおきた、ボリス・シェレメーテフ率いるロシア軍の正規軍1万3千と非正規軍6千とウォルマール・アントン・フォン・シュリッペンバッハ率いるスウェーデン軍約3,470人（うち約1,000人が参戦しなかったため実際には2,200-2,470人）の間の戦闘。スウェーデン軍が戦死1千を出して敗北、残りの兵士が捕虜になり、大砲も鹵獲された。ロシア軍の損害は戦死1千と負傷約2千（スウェーデン軍の捕虜になったロシア兵士によると、損害が合計3千だったため）。大北方戦争におけるロシア軍の初勝利となった。
ツァーリのピョートル1世はイングリアに侵攻する前、ポーランド王アウグスト2世にロシア軍2万、火薬10万ポンド、および3年間にわたって年金10万ルーブルを支払うことを約束、ポーランドが戦争から脱落することを防いだ:688。